# 横纹翠青蛇
横纹翠青蛇（学名：Cyclophiops multicinctus）为游蛇科翠青蛇属的爬行动物，俗名横纹青竹标。其种加词“multicinctus”意为“多带的”。分布于老挝、越南以及中国大陆的海南、广西、云南等地，一般栖息于山区。该物种的模式产地在越南北部。

## 保护
本种于2023年被收录入《有重要生态、科学、社会价值的陆生野生动物名录》。